# Pomezia
Pomezia ist eine italienische Stadt in der Metropolitanstadt Rom in der Region Latium mit 64.451 Einwohnern (Stand 31. Dezember 2023).

## Name und Status
Der Name Pomezia leitet sich von der antiken Stadt Suessa Pometia her, die nach Plinius zu Beginn des 4. Jahrhunderts v. Chr. von den Volskern zerstört wurde. Diese gab auch der Tribus Pomptina den Namen. Es ist nicht gesichert, ob Suessa Pometia tatsächlich im Gemeindegebiet lag.
Der Name Pomezia erinnert auch an die antike Göttin der Früchte Pomona. Diese zeigt auch das Stadtwappen.
Pomezia war die fünfte Stadtgründung in den seit 1930 trockengelegten Pontinischen Sümpfen nach Littoria, Sabaudia, Pontinia und Aprilia. Am 1. Oktober 1937 wurde der städtebauliche Plan zur Gründung der Stadt genehmigt und bereits am 25. April 1938 von Benito Mussolini der Grundstein gelegt. Ursprünglich war als Name Ausonia nach einer historischen, aber nicht lokalisierten, Stadt geplant.
Am 29. Oktober 1939 wurde die Gemeinde Pomezia offiziell als eigenständige Gemeinde in der Provinz Rom gegründet und aus der Gemeinde Rom ausgegliedert. Am 6. Mai 1970 wurde wiederum die Gemeinde Ardea aus Pomezia ausgegliedert. Am 31. Januar 2005 bekam Pomezia das Stadtrecht.

## Geographie

Lage von Pomezia in der Metropolitanstadt Rom

Pomezia liegt 29 km südlich von Rom und 42 km nordwestlich von Latina.
Pomezia liegt im Nordosten der Pontinischen Ebene zwischen den Albaner Bergen und dem Tyrrhenischen Meer. Die Landschaft reicht von flachen, mit Laubwald bestandenen Hügeln im Nordosten des Gemeindegebiets, über ursprünglich sumpfige Senken bis zur Dünenlandschaft entlang der Küste. Heute ist ein großer Teil des Landschaftsbildes durch Zersiedlung verschwunden. Nur noch ein Korkeichenwald südlich der Kernstadt und die Dünen zwischen Torvajanica und Villaggio Tognazzi geben einen Eindruck der ursprünglichen Landschaft.
Die Stadtteile von Pomezia sind Campo Ascolano, Torvaianica und Villaggio Tognazzi entlang der Küste und Borgo Santa Rita, Campo Bello, Campo Jemini, Campo Selva, Castagnetta, Cinque Poderi, Colli di Enea, Macchiozza, Martin Pescatore, Pratica di Mare, Santa Palomba, Santa Procula, Sedici Pini, Torvajanica Alta, Viceré und Villaggio Azzurro im Hinterland. Das Gemeindegebiet erstreckt sich über eine Höhe von 0 bis 136 m s.l.m.
Die Gemeinde liegt in der Erdbebenzone 3 (wenig gefährdet).
Die Nachbargemeinden sind im Uhrzeigersinn Rom, Albano Laziale und Ardea.

### Verkehr
- SR 148 Die wichtigste Fernstraße ist die SR 148 Via Pontina von Rom nach Terracina, die im Stadtgebiet vierspurig ausgebaut ist.
- Weiter ist die Stadt über die SP 95b Via Laurentina
- und die SP 3e Via Ardeatina mit Rom verbunden.
- Diese drei Straßen haben auch Ausfahrten am Autobahnring GRA.
- SP 601 Entlang der Küste führt die SP 601 Ostia – Anzio.

- Pomezia hat im Stadtteil Santa Palomba einen Bahnhof an der Bahnstrecke Roma–Formia–Napoli. Der Bahnhof wird auch von den Regionalbahnen FL7 Rom-Formia
- und FL8 Rom-Nettuno bedient.

- Der nächste internationale Flughafen Rom-Fiumicino befindet sich in 35 km Entfernung.

## Geschichte
In der Antike lag im Gemeindegebiet die Stadt Lavinium.
Nachdem im Mittelalter die Pontinische Ebene versumpfte, war das Gebiet fast unbewohnt. Lediglich der kleine Ort Pratica di Mare, anstelle der Akropolis von Lavinium gegründet, blieb bewohnt.
Nach der Trockenlegung der Pontinischen Sümpfe legte Mussolini am 25. April 1938 persönlich den Grundstein für die neue Stadt Pomezia. Die Stadt wurde vor allem mit armen Bauernfamilien aus Nordostitalien besiedelt. 1944 wurde Pomezia im Zuge der Operation Shingle bombardiert und schwer beschädigt. 1970 wurde Ardea als eigenständige Gemeinde ausgegliedert. 2005 bekam Pomezia das Stadtrecht.

## Bevölkerungsentwicklung
| Jahr      | 1881 | 1901 | 1921 | 1936  | 1951  | 1971   | 1991   | 2001   | 2011   | 2021   |
| Einwohner | 321  | 504  | 787  | 1.327 | 3.842 | 19.040 | 37.512 | 43.960 | 56.377 | 64.005 |

Quelle ISTAT

## Politik

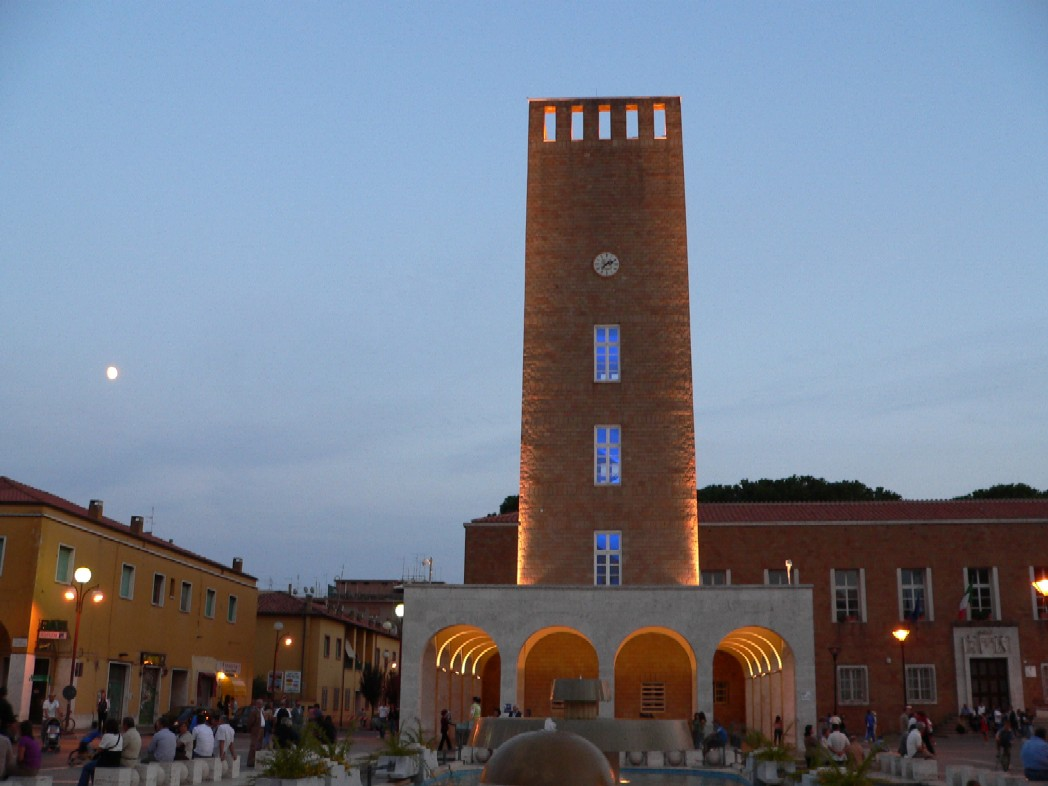
Stadtturm von Pomezia

Am 14. Mai 2023 wurde Veronica Felici (Fratelli d’Italia) mit 54,75 % zur Bürgermeisterin gewählt.
Ihre Mitte-Rechts-Koalition stellt mit 15 von 24 Sitzen die Mehrheit im Gemeinderat.
Fabio Fucci (M5S) wurde in der Stichwahl am 9. und 10. Juni 2013 mit 63,73 % der Stimmen gegen Omero Schiumarini (PD) zum Bürgermeister gewählt. Da er nach dem Rotationsprinzip seiner Partei nach einer Amtszeit als Gemeinderat und einer Amtszeit als Bürgermeister nicht mehr für ein Amt kandidieren darf, trat Fucci bei der Neuwahl 2018 mit einer eigenen Bürgerliste an. Bei der Wahl am 10. Juni 2018 unterlag Fucci Adriano Zuccalà (M5S), der mit 68,76 % in der Stichwahl am 24. Juni 2018 zum neuen Bürgermeister gewählt wurde. Da seine Koalition im August 2022 zerbrach erklärte Zuccalà seinen Rücktritt.
Seine Partei MoVimento 5 Stelle stellte mit 15 von 24 Sitzen die Mehrheit im Gemeinderat.
Enrico De Fusco (PD) wurde im Mai 2006 zum Bürgermeister gewählt und 2011 im Amt bestätigt. Nachdem ein Dezernent und zwei Gemeinderäte des PD wegen Korruption verhaftet wurden, verlor Fusco die Unterstützung eines Teils seiner Koalition. Am 8. Januar 2013 erklärte daraufhin Fusco seinen Rücktritt. Worauf am 14. Januar auch die Mehrheit der Gemeinderäte zurücktrat. Am 15. Januar 2013 wurde Serenella Bellucci als kommissarische Bürgermeisterin eingesetzt.
Bürgermeister von Pomezia:
- 1998–2001: Maurizio Aureli (PPI)
- 2001–2002: Antonio D’Acunto, kommissarischer Bürgermeister
- 2002–2005: Stefano Zappalà (PdL)
- 2005–2006: Francesco Avellone, kommissarischer Bürgermeister
- 2006–2013: Enrico De Fusco (PD)
- 2013: Serenella Bellucci, kommissarische Bürgermeisterin
- 2013–2018: Fabio Fucci (M5S)
- 2018–2022: Adriano Zuccalà (M5S)
- seit 2023: Veronica Felici (Fratelli d’Italia)

### Wappen
Das Wappen zeigt die antike Göttin der Früchte Pomona.

### Partnerstädte
Pomezia ist durch Städtepartnerschaften verbunden mit
- Singen im deutschen Bundesland Baden-Württemberg
- Çanakkale in der türkischen Marmararegion
- Itápolis im brasilianischen Bundesstaat São Paulo

## Religion
Die Einwohner von Pomezia gehören mehrheitlich der römisch-katholischen Glaubensgemeinschaft an. Die Stadt gehört zum Bistum Albano und hat zehn Kirchengemeinden.

## Sehenswürdigkeiten

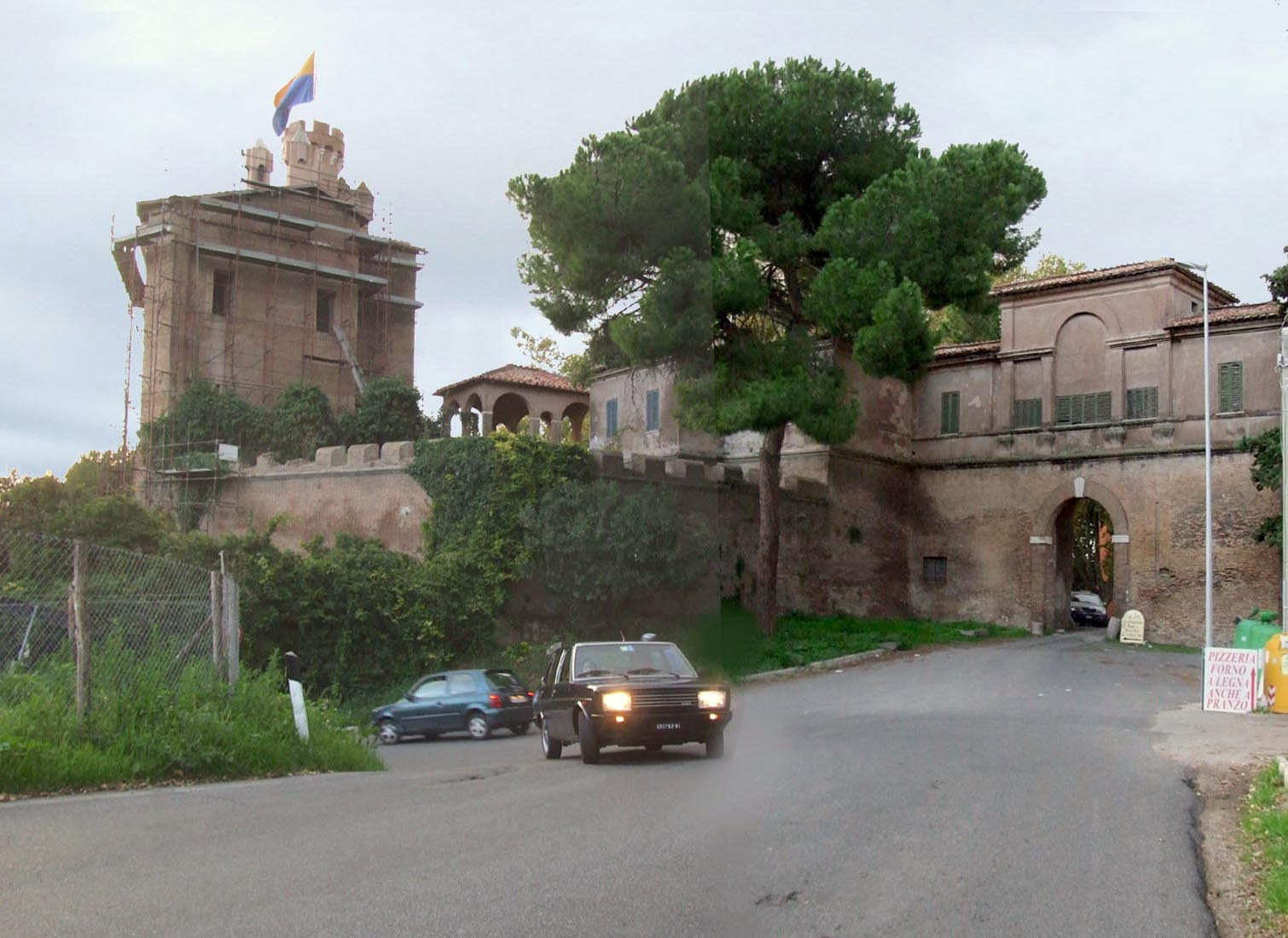
Castello Borghese in Pratica

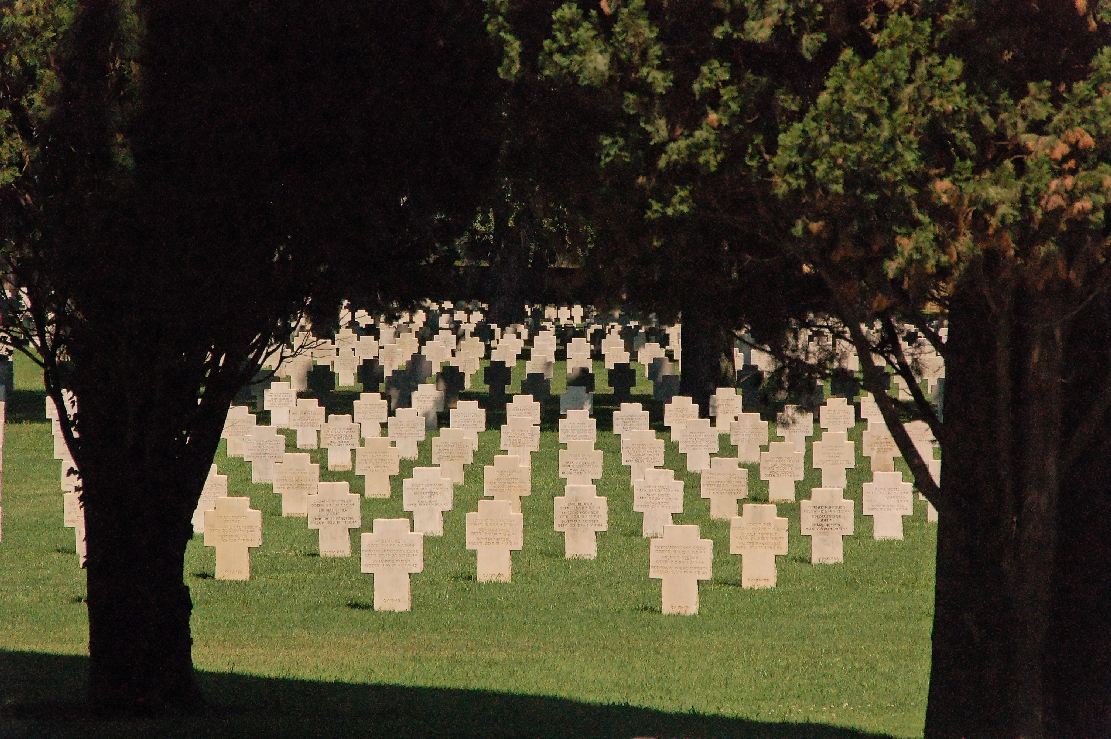
Der deutsche Soldatenfriedhof

Auf dem Gebiet der Gemeinde Pomezia befindet sich der Militärflugplatz Pratica di Mare, der bei internationalen Veranstaltungen zahlreiche Besucher aus Italien und dem Ausland anzieht.
Der Stadtteil Pratica di Mare ist ein kleines mittelalterliches Dorf im Anschluss an eine Burg aus dem 12. Jahrhundert.
Nordwestlich grenzt das Forst- und Naturschutzgebiet von Castelporziano an. Hier befindet sich eine Residenz und ein Erholungsgebiet des italienischen Staatspräsidenten (Tenuta Presidenziale di Castelporziano).

## Soldatenfriedhof
Am Ostrand der Stadt direkt an der Via Pontina befindet sich der Deutsche Soldatenfriedhof Pomezia. Hier sind 27.443 deutsche Soldaten bestattet. 6.491 von ihnen fielen 1944 während der Kämpfe im Rahmen der Operation Shingle bei Anzio und Nettuno. Später wurden hier auch deutsche Soldaten bestattet, die in Süd- und Mittelitalien gefallen waren. Es gibt 3700 Gräber mit Unbekannten. Um den Friedhof kümmert sich der Volksbund Deutsche Kriegsgräberfürsorge.

## Treffen zwischen europäischen Roma und Papst Paul VI.
In einer Zeltstadt bei Pomezia kam es am 26. September 1965 zu einem Treffen zwischen Papst Paul VI. und etwa 3000 Roma, die aus ganz Europa angereist waren, um sich dort vom Papst segnen zu lassen.

## Wirtschaft
Erst nach dem Zweiten Weltkrieg begann der Wandel von einem Agrarzentrum zu einer Industriestadt. In Pomezia siedelten sich vor allem Betriebe der chemischen Industrie wie Sigma-tau, Procter & Gamble und Johnson & Johnson aber auch der Nahrungsmittelproduktion wie Fiorucci und Rüstungselektronik wie Northrop Grumman an. Seit den 1990er Jahren wandelt sich die Wirtschaft erneut zum Dienstleistungssektor. Pomezia ist zudem wichtige Einkaufsstadt für ein großes Einzugsgebiet, das die südöstlichen Vororte von Rom einschließt.